# Klebang

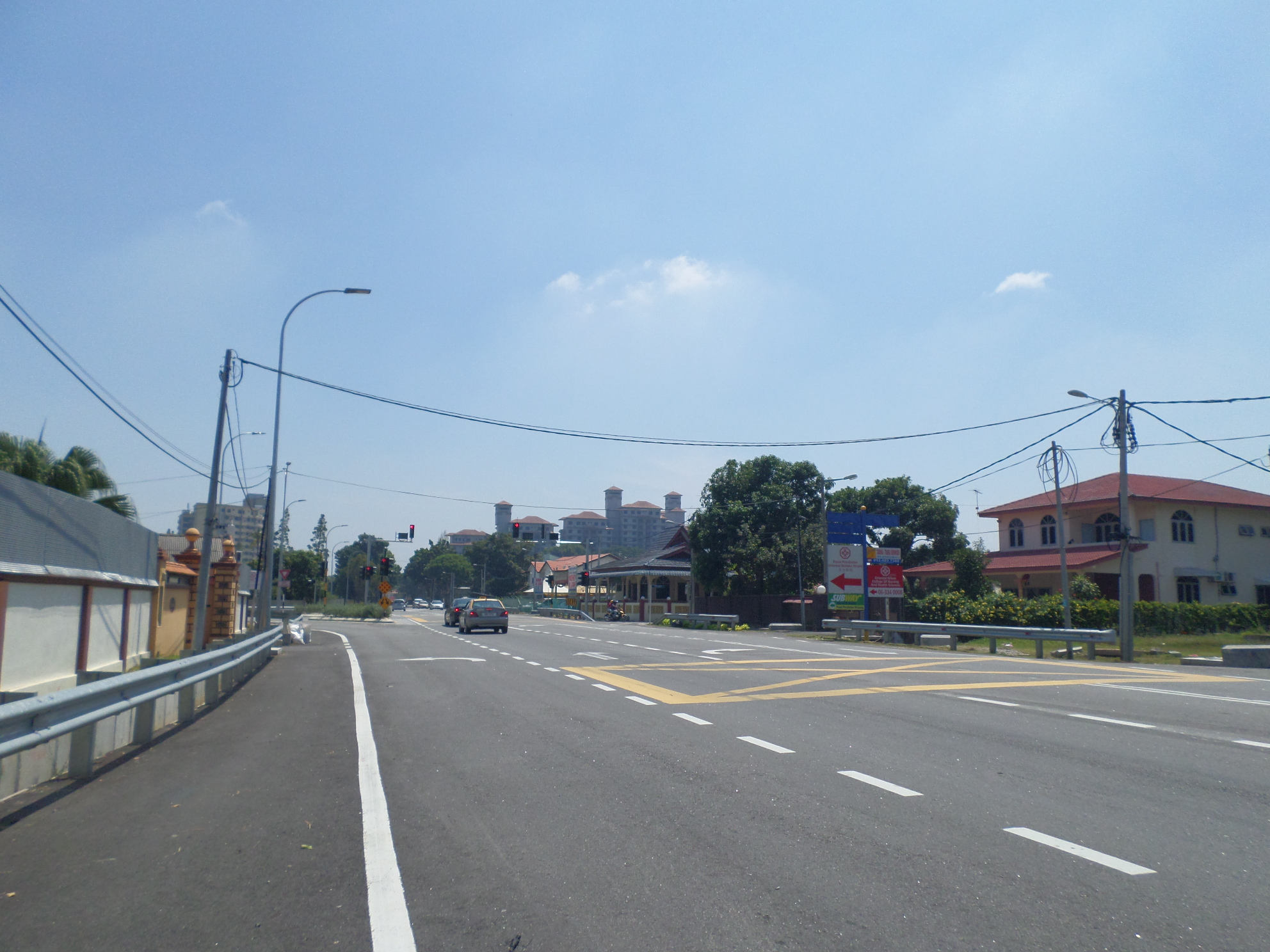
Klebang

Klebang is een stad in de Maleisische deelstaat Malakka.
Klebang telt 8000 inwoners.